# 布奥尔机场
布奥尔机场，是印度尼西亚中苏拉威西省布奥尔县的一座机场，主要服务城市是该县的县治布奥尔。

## 设施
布奥尔机场海拔15（49英尺），有一条06/24方向的跑道，跑道由压实的珊瑚和沙子铺装，长宽为750乘21（2,461乘69英尺）。

## 航空公司和目的地
| 航空公司         | 目的地         |
| ---------------- | -------------- |
| 航星航空         | 哥伦打洛、帕卢 |
| 快速航空         | 托利托利、帕卢 |
| 大沙璜马老奇包机 | 帕卢           |

## 资料来源
1. ↑  .   [2017-07-13]. （原始内容存档于2020-06-29）.
2. ↑  .   [2017-07-13]. （原始内容存档于2019-08-16）.
3. ↑  .   [2017-07-13]. （原始内容存档于2020-06-29）.